# Acanthocinus carinulatus
Acanthocinus carinulatus es una especie de escarabajo longicornio del género Acanthocinus, tribu Acanthocinini, subfamilia Lamiinae. Fue descrita científicamente por Gebler en 1833.
La especie se mantiene activa durante los meses de junio, julio y agosto.

## Descripción
Mide 7,5-18 milímetros de longitud.

## Distribución
Se distribuye por China, Japón, Mongolia y Rusia.